# Apor Vilmos Római Katolikus Óvoda, Általános Iskola, Alapfokú Művészeti Iskola, Gimnázium és Kollégium
Az Apor Vilmos Római Katolikus Óvoda, Általános Iskola, Alapfokú Művészeti Iskola, Gimnázium és Kollégium oktatási intézmény Győrben. Nevét Apor Vilmos magyar római katolikus pap, boldoggá avatott magyar vértanú püspök emlékére kapta, aki 1941-től az 1945-ben bekövetkezett mártírhaláláig szolgált a Győri egyházmegye megyéspüspökeként.

## Története
Az Apor-iskola megépülését hármas szándék együttesen segítette elő:
- A Mária Iskolatestvérek rendje úgy döntött, hogy szerzetesi közösséget alapít Magyarországon, a győri egyházmegye területén, így 40 évnyi távollét után újra megtelepednek Magyarországon. Első csoportjuk 1990 őszén érkezett meg Győrbe.
- Mindez előtt, 1987 júniusában szentelték fel a győri Marcalváros területén az újonnan megépült Szentlélek-templomot. Ekkortól kezdve sokan felkeresték a Szentlélek Plébániát megalapító Benkovich Ferenc atyát, és arra bátorították, hogy a templomhoz közel építtessen fel egy új katolikus iskolakomplexumot. Ezt az elképzelést a Szentlélek egyházközség képviselő-testülete is támogatásáról biztosította. Ennek eredményeképpen 1990-ben létrehozták az Apor Vilmos Iskola Alapítványt.
- Ezzel párhuzamosan az akkori győri városvezetés is egy iskola felépítését tervezte a környéken. Benkovich Ferenc plébános ennek köszönhetően arról tárgyalt az akkori városvezetéssel, hogy a város iskolaépítési terveit és az általa vezetett egyházközség iskolaépítési szándékát hangolják össze, és a környéken egy új katolikus iskola épüljön, amelyhez a város is a támogatását adja. Az építkezéshez az akkori győri városvezetés rendelkezésre bocsátotta az iskola helyének kijelölt telket és a közműveket, emellett átvállalta 16 tanterem megépítésének költségét is. A meghirdetett pályázaton Czigány Tamás építész terveit hagyták jóvá.

Az építkezés 1991 szeptemberében indult meg, amikor is a huszonnégy tantermesnek tervezett iskolaépület alapozási munkái megkezdődtek. Az iskolakomplexum három ütemben épült fel: az első ütemben a tantermekkel az általános iskola, a másodikban az aula és a tornaterem, a harmadikban pedig a kollégium. Az iskolai részt fővállalkozó nélkül, házilagos kivitelezésben építették fel. 1991-ben az őszi munkálatok a korai esőzések és a hideg következtében ideiglenesen leállították, de annak elmúltával folytatták az építkezést.
1992 április 4-én rakták le az iskolaközpont épületkomplexumának alapkövét. Ekkor már álltak a tornacsarnok oszlopai, és felépült a falak egy része is. Az alapkőletételen a meghívottak között részt vett Pápai Lajos győri és Takács Nándor székesfehérvári püspök, emellett Várszegi Asztrik pannonhalmi főapát, továbbá Benito Arbués, a Mária Iskolatestvérek rendfőnökének általános helyettese, Pierre Brochand, Franciaország budapesti nagykövete, Andrásfalvy Bertalan művelődési és közoktatási miniszter, Keresztes K. Sándor környezetvédelmi miniszter, Bolza Ilona, az Apor Emlékbizottság elnöke, Kolozsvári Ernő győri polgármester, illetve a papság és a város képviselői.
Az alapkőletétel után tárgyalások indultak az iskolai rész, az aula, az igazgatási blokk, emellett a garzonszárny, a tornacsarnok és a konyhai rész felépítéséről. 1992. május 13-án dőlt el, hogy a benyújtott pályázatok közül a Vertikál-Mischek kapja a megbízást. A szerződésben kikötötték, hogy 1992 végéig az épület tető alá kerül, illetve hogy az épületkomplexumot 1993. június 30-áig átadják.
1992. augusztus 8-án este – a már fedett sportcsarnokban – a Szentlélek Egyházközség fiataljai jótékonysági előadást szerveztek az Apor-iskola megépítésének támogatása érdekében. Az eseményen Michael Ende Momo című darabját adták elő, amelyet Szűcs István és Marek Tibor tanított be.
A helyi társadalmi összefogás, a győri önkormányzat és a helyi egyházközség együttműködésének eredményeképpen, a győri püspökség fenntartásában 1993. szeptember 1-jén indult el a tanítás az újonnan megépült iskolában.

## Oktatás

### Képzési típusok
- Óvoda[2]
- Általános iskola (1–8. évfolyam)[3]
- Alapfokú művészeti iskola[4]
- Gimnázium
  - Négyévfolyamos gimnáziumi osztályok (9–12. évfolyam)[5]
  - Hatévfolyamos gimnáziumi osztályok (7–12. évfolyam)[6]

### A felvételi rendje
A gimnáziumi osztályokba azok indulása előtt (a hat évfolyamos gimnáziumi képzéshez hatodik osztályosok tanulóknak, míg a négy évfolyamos gimnáziumi képzésekhez nyolcadik osztályos tanulóknak) a rendes felvételi eljárás keretében szerveznek felvételi vizsgát.